# سر تششمة (إسفراين)
سر تششمة (بالفارسية: سرچشمه) هي قرية تقع في قسم ميلانلو الريفي (مقاطعة إسفراين) في إيران. يقدر عدد سكانها بـ 250 نسمة بحسب إحصاء 2016.